# 三線南鰍
三線南鰍（學名：Schistura trilineata）為輻鰭魚綱鯉形目條鰍科南鰍屬的其中一種。分布於亞洲越南淡水流域，體長可達3.8公分，棲息在洞穴底層水域，以昆蟲等為食，生活習性不明。

## 扩展阅读
維基物種上的相關：三線南鰍